# Ашкеназі
Ашкена́зі, Ашкена́зи (אַשְׁכְּנַז (іврит), від імені Ашкеназ, одного з нащадків Ноя, МФА: [aʃkəˈnazim] (однина), [aʃkəˈnazi]; також יְהוּדֵי אַשְׁכְּנַז (іврит)) — назва одного з двох найчисельніших субетносів євреїв, нащадки вихідців із середньовічної Німеччини та східноєвропейських країн (на відміну від сефардів — вихідців із Іспанії, Португалії та Північної Африки). Користувались переважно мовою їдиш.

## Історія
Формування субетносу ашкеназі на західноєвропейських територіях бере початок від 476 року. Після зруйнування Західної Римської імперії в V—X століттях у Західній Європі тривав процес творення єврейських громад. На початку ХІ—ХІІ століть ашкеназі називають себе деякі євреї Західної та Центральної Європи, передусім Німеччини та Франції. У процесі асиміляції євреїв у німецькому середовищі виникла мова їдиш — результат розвитку німецьких говірок під впливом семітизмів. Їдиш згодом став однією з найпоширеніших єврейських мов.
Із країн Західної Європи в ХІІІ—XV століттях відбувалася еміграція ашкеназі до Східної Європи: в Польщу, Велике Князівство Литовське та Руське, на українські землі. Протягом XVI—XVII століть в Східній Європі постали громади ашкеназі, що відіграли значну роль в історії єврейського народу. В цих громадах була створена система самоврядування, яка забезпечувала піклування та допомогу кожній сім'ї, кожному члену громади, національну освіту, а також реґулювання взаємин із владою тощо.
Протягом Середньовіччя та Нового часу чисельність ашкеназі у світі невпинно зростала — на межі XVII—XVIII століть ашкеназі за своєю кількістю уже переважали сефардів. Згодом сефарди асимілювалися з ашкеназі, перейняли їхні звичаї та традиції. За даними перепису 1897, на українських землях мешкало понад 3 мільйони євреїв, і всі вони вважали себе ашкеназі. Наприкінці 1920-х років чисельність євреїв у сучасних межах України становила близько 2,5 млн осіб, і більшість з них були ашкеназі. Згодом чисельність єврейського населення значно зменшилась внаслідок міграційних і етнічних процесів та масового винищення в роки Другої світової війни.
Нині у світі близько 13 мільйонів євреїв, більшість із яких ідентифікують себе як ашкеназі.